# Bufo kotagamai
Bufo kotagamai là một loài cóc thuộc họ Bufonidae.
Đây là loài đặc hữu của Sri Lanka.
Môi trường sống tự nhiên của chúng là rừng ẩm vùng đất thấp nhiệt đới hoặc cận nhiệt đới, vùng núi ẩm nhiệt đới hoặc cận nhiệt đới, và sông ngòi.
Chúng hiện đang bị đe dọa vì mất nơi sống.